# Paul Herman
Paul Herman (Nueva York, 29 de marzo de 1946-ib., 29 de marzo de 2022) fue un actor estadounidense. Es conocido por interpretar a Randy en la comedia dramática Silver Linings Playbook (2012) de David O. Russell y Whispers DiTullio en la epopeya criminal de Martin Scorsese The Irishman (2019).

## Carrera
Sus apariciones en películas incluyen Érase una vez en América, At Close Range, We Own the Night, Heat, Crazy Heart, Quick Change, Sleepers, Cop Land, The Fan, Analyze That, The Day Trippers y American Hustle. Tuvo un papel recurrente en Los Soprano como Peter "Beansie" Gaeta, así como en otra serie de HBO, Entourage, como el contador de Vincent Chase, Marvin.
También interpretó a personajes menores de fondo en otras dos películas policíacas de Scorsese, Goodfellas y Casino, en esta última era un jugador que se precipita a la cabina telefónica para hacer la misma apuesta que Sam Rothstein (Robert De Niro) hizo.
En Crazy Heart de 2009 interpretó al mánager del personaje de Jeff Bridges.

## Vida personal
Herman, junto con su hermano Charlie, dirigía el Columbus Cafe en la década de 1990. Ubicado frente al Lincoln Center, era frecuentado por actores, bailarines, mafiosos y agentes del FBI y la DEA. Herman también tenía una pequeña participación en la propiedad del café, junto con Mijaíl Barýshnikov y otros actores.

## Muerte
Herman falleció el 29 de marzo de 2022 el día de su cumpleaños número 76.